# فهرست معکوس تعمیم‌یافته
فهرست معکوس تعمیم‌یافته (به انگلیسی: Generalized Inverted Index یا GIN) روشی برای فهرست‌گذاری در پایگاه‌های داده است. این روش برای اداره‌کردن حالت‌هایی به کار می‌رود که اقلامی که قرار است فهرست‌گذاری شوند مقادیر مرکب هستند، و پرس‌وجوهایی که قرار است توسط فهرست اداره شوند نیاز به جستجوی مقدار عنصری که در داخل مقادیر مرکب ظاهر می‌شوند دارند. به عنوان نمونه، اقلام می‌توانند سندهای متنی باشند، و جستجوها می‌تواند جستجو برای سندهایی که شامل کلمات خاصی است باشد.

## پیونده به بیرون
- وبگاه پروژه GIN
- فهرست GIN در مستندا پستگرس‌کیوال